# Sacro Cuore Immacolato di Maria ai Parioli (församling)
Sacro Cuore Immacolato di Maria ai Parioli är en församling i Roms stift, belägen i quartiere Pinciano i norra Rom och helgad åt Jungfru Maria och särskilt åt hennes obefläckade hjärta. Församlingen upprättades den 8 maj 1936 av kardinalvikarie Francesco Marchetti Selvaggiani genom dekretet Apostolica impulsus. 

Församlingen förestås av Claretiner, en kongregation grundad år 1849 av Antonio María Claret (1807–1870; helgonförklarad 1950).
Till församlingen Sacro Cuore Immacolato di Maria ai Parioli hör följande kyrkobyggnader och kapell:
- Sacro Cuore Immacolato di Maria ai Parioli, Via del Sacro Cuore di Maria 5
- Cappella Istituto Santa Giuliana Falconieri, Via Guidubaldo Del Monte 17
- Cappella Suore della Carità – Palagonia, Via Giuseppe Luigi Lagrange 18

## Institutioner inom församlingen
- Istituto «Santa Giuliana Falconieri»
- Casa di Riposo «Suore di Carità – Principe di Palagonia» (Suore di Carità di San Vincenzo de' Paoli del Principe di Palagonia)
- Comunità «Santa Giuliana Falconieri» (Serve di Maria di Pistoia (Suore Mantellate) (M.S.M.))
- Curia Generalizia (Missionari Figli del Cuore Immacolato di Maria (Claretiani) (C.M.F.))
- Casa Famiglia «Villa Glori»
- Ambasciata del Portogallo presso la Santa Sede
- Istituto Comprensivo "Via Micheli"
- Liceo Classico Statale «Goffredo Mameli»
- Scuola Media Statale «Ippolito Nievo»